# وادي جوبا
وادي جوبا (بالصومالية: Dooxada Juba)‏ هو وادي يقع في شرق أفريقيا.ويتبع خط نهر جوبا شمالاً من المحيط الهندي إلى الحدود الصومالية الإثيوبية. ثم ينقسم الوادي، فرع واحد يتبع نهر داوا غربًا على طول الحدود بين إثيوبيا وكينيا، ثم شمالًا إلى إثيوبيا، ويتبع الفرع الآخر نهر جانالي دوريا شمالًا إلى إثيوبيا.
إلى جانب وداي شبيلى وبحيرتي شامو وأبايا القريبتين، يعتبر وادي جوبا منطقة طيور مستوطنة من قبل منظمة بيردلايف إنترناشيونال.
يقع الجزء الصومالي من وادي جوبا في جوبالاند.